# Валени (Метеш)
Валени (рум. Văleni) насеље је у Румунији у округу Алба у општини Метеш. Oпштина се налази на надморској висини од 366 m.

## Становништво
Према подацима из 2002. године у насељу је живело 284 становника, од којих су сви румунске националности.